# Saint-Marien
 Saint-Marien  es una localidad y comuna de Francia, en la región de Lemosín, departamento de Creuse, en el distrito de Guéret y cantón de Boussac.
Su población en el censo de 1999 era de 186 habitantes.
Está integrada en la Communauté de communes du Pays de Boussac.

## Demografía
| 389 | 354 | 304 | 262 | 232 | 186 |
| Para los censos de 1962 a 1999 la población legal corresponde a la población sin duplicidades (Fuente: INSEE [Consultar]) |     |     |     |     |     |